# Supercoppa russa 2020 (pallavolo maschile)
La Supercoppa russa 2020 si è svolta il 3 ottobre 2020: al torneo, dedicato alla memoria del pallavolista Nikolaj Micheev, hanno partecipato due squadre di club russe e la vittoria finale è andata per l'ottava volta allo Zenit-Kazan.

## Regolamento
Le squadre hanno disputato una gara unica, valida peraltro anche per la seconda giornata di regular season del campionato 2020-21.

## Squadre partecipanti
| Squadra               | Qualificazione                  | Ultima partecipazione |
| --------------------- | ------------------------------- | --------------------- |
| Lokomotiv Novosibirsk | Vincitrice Superliga 2019-20    | Supercoppa russa 2012 |
| Zenit-Kazan           | Vincitrice Coppa di Russia 2019 | Supercoppa russa 2019 |

## Torneo
| 3 ottobre 2020 Lokomotiv-Arena, Novosibirsk Durata: 2h:09 - Spettatori: ? | Lokomotiv Novosibirsk | 2 - 3 | Zenit-Kazan | 18-25, 25-22, 23-25, 25-23, 9-15 |